# Deutsche Börse
Deutsche Börse AG (AFI:AFI: [ˈdɔɪ.tʃə ˈbɶʁ.zə]) es una empresa organizadora del intercambio de acciones y valores en los mercados financieros fundada a finales de 1992. Deutsche Börse es la empresa encargada de las operaciones en la Bolsa de Fráncfort, así como también de Xetra y de Eurex. También esta empresa provee servicios relacionados con transacciones financieras como el otorgamiento de accesos a los inversores y compañías a los mercados de capitales. 
Desde la existencia de Deutsche Börse han ocurrido intentos de fusión con la Bolsa de Londres desde 2001 hasta 2004 y con Euronext en 2006.
La empresa patrocina desde 2005 el Premio de Fotografía Deutsche Börse, dotado con 30.000 libras esterlinas. El premio ha sido descrito como "el mayor de su categoría en fotografía en Europa" y "el más prestigioso".. Alberto García-Alix y Cristina de Middel han sido finalistas de este prestigioso premio. 

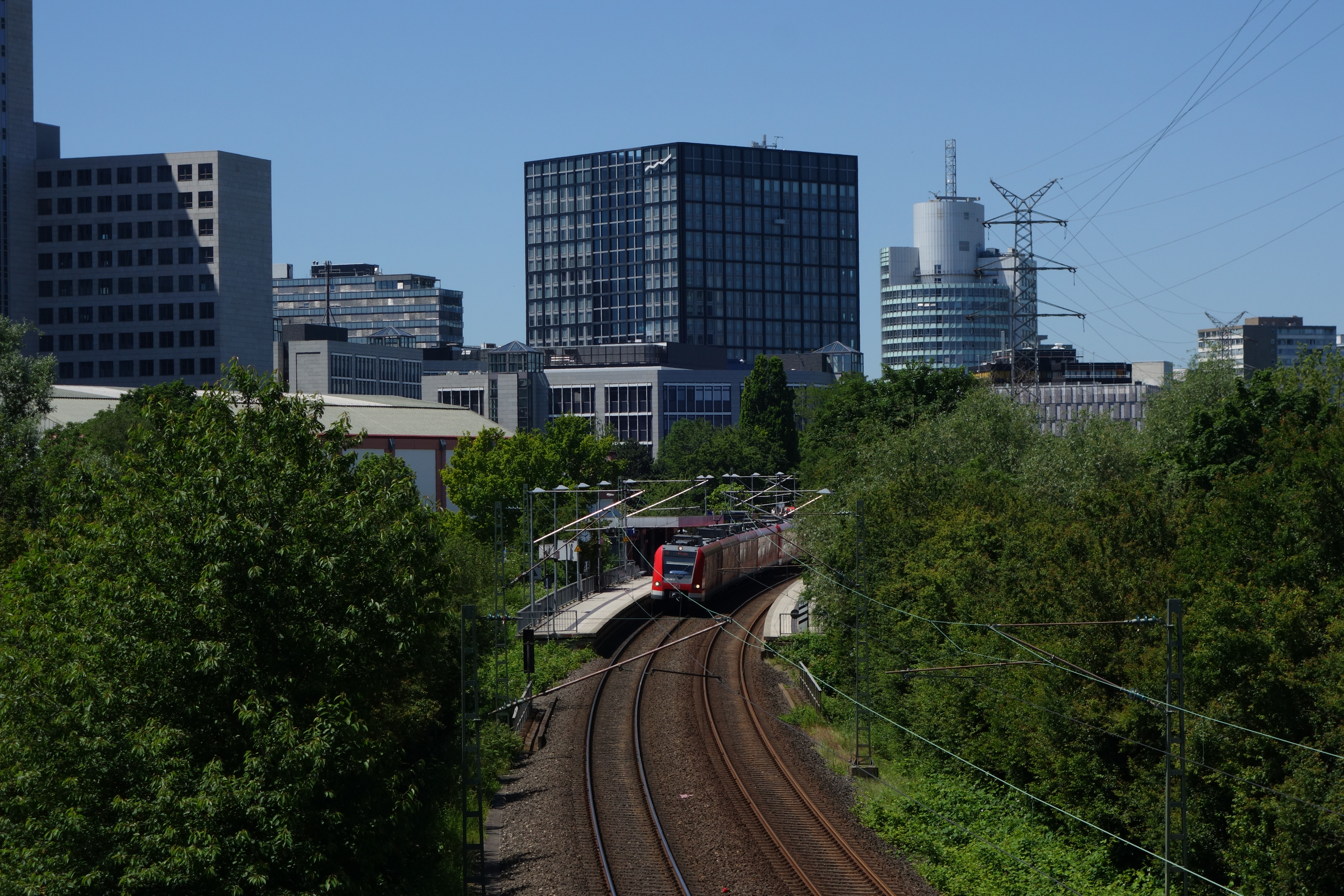
El nuevo edificio de la Deutsche Börse llamado The Cube en Eschborn encima de la estación de S-Bahn Rhein-Main Eschborn Süd

Desde julio de 2010, la mayoría de los empleados trabajan en Eschborn, en el nuevo edificio The Cube.